# 1008
| 1008               |
| ------------------ |
| Dødsfald - Fødsler |
|                    |

| Gregoriansk kalender | 1008 MVIII              |
| Ab urbe condita      | 1761                    |
| Armensk kalender     | 457 ԹՎ ՆԾԷ              |
| Kinesiske kalender   | 3704 – 3705 丁未 – 戊申 |
| Etiopisk kalender    | 1000 – 1001             |
| Jødisk kalender      | 4768 – 4769             |
| Hindukalendere       |                         |
| - Vikram Samvat      | 1063 – 1064             |
| - Shaka Samvat       | 930 – 931               |
| - Kali Yuga          | 4109 – 4110             |
| Iransk kalender      | 386 – 387               |
| Islamisk kalender    | 398 – 399               |

Konge i Danmark: Svend Tveskæg 986/87-1014
Se også 1008 (tal)

## Født
- 4. maj – Henrik 1. af Frankrig (død 1060).